# O Foxo (Silleda)
 (septembre 2013).

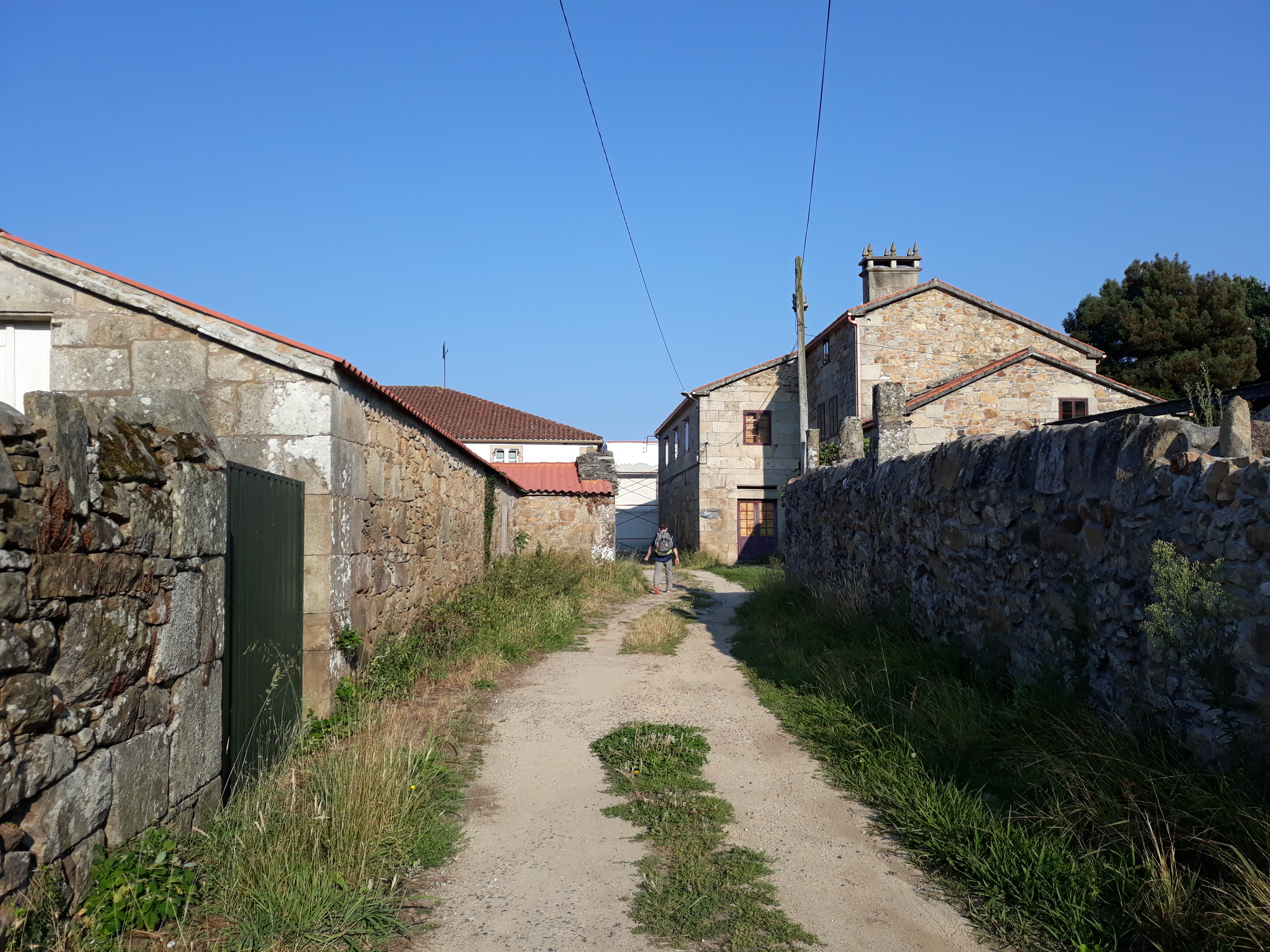

O Foxo est un lieu-dit de la paroisse de Silleda, en Pontevedra. En 2007, il comptait une population de 54 personnes, 26 hommes et 28 femmes. Cela représente une diminution du nombre de personnes depuis 2000. Il fut la capitale de l'ancienne juridiction Trasdeza,.